# Osvaldo Hugo Tuya
Osvaldo Hugo Tuya (Anguil, La Pampa, 18 de junio de 1946-La Pampa, 20 de agosto de 2014) fue un bibliotecario argentino, referente de la bibliotecología agraria argentina con proyección local e internacional. Publicó más de cincuenta trabajos de bibliotecología agropecuaria y participó en asociaciones profesionales y en sistemas de información locales y regionales. Desde 1966 creó y dirigió la biblioteca de la EEA Anguil, del Instituto Nacional de Tecnología Agropecuaria hasta el día de su fallecimiento. Fue presidente de la Asociación de Bibliotecarios y Documentalistas de La Pampa (ABYDELP). 

## Biografía
Osvaldo Hugo Tuya nació en Anguil, localidad de la La Pampa, provincia argentina, el 18 de junio de 1946. En agosto de 1960 ingresó al Instituto Nacional de Tecnología Agropecuaria como jornalero. En julio de 1966 tomó a su cargo la Biblioteca de la Estación Experimental Agropecuaria Anguil, mientras que en 1967 finalizó un curso de perfeccionamiento en bibliotecología en el Instituto SUMMA, de Buenos Aires. Fue un apasionado por el idioma inglés.
La Biblioteca de la EEA Anguil había comenzado a funcionar en forma muy precaria en 1954 como biblioteca auxiliar del Departamento de Bibliotecas del Ministerio de Agricultura de la Nación con material bibliográfico, en su mayoría, proveniente de la Subestación Experimental de General Pico y de distintas dependencias del citado Ministerio; y Osvaldo Tuya la convirtió en un centro de referencia y apoyo a la investigación agrícola de trascendencia internacional.
Organizó también otras bibliotecas como la Biblioteca de la Estación Experimental Agropecuaria General Villegas (Buenos Aires) del INTA, la Biblioteca de la Escuela Agrícola Treinta de Agosto, del Círculo Odontológico de La Pampa y la Biblioteca de la Asociación Pampeana de Cultura Inglesa. Entre 1974 y 1980 desempeñó diferentes actividades en la Biblioteca de la Facultad de Agronomía, y en la Biblioteca Central de la Universidad Nacional de La Pampa.

## Desarrollo profesional
A la par de su quehacer laboral cotidiano, participó fuertemente en actividades del ámbito profesional. Fue socio y miembro de la comisión directiva de la Asociación Interamericana de Bibliotecarios y Documentalistas Agrícolas (AIBDA) desde 1969, donde desempeñó cargos directivos, fue representante nacional de la AIBDA para la Región Sur de Argentina e integró varios de sus comités técnicos en Brasil, Chile, México y Argentina. Integró la International Association of Agricultural Information Specialists (IAALD), desde 1980. Fue becario de la Organización de los Estados Americanos, se perfeccionó en el Centro Interamericano de Documentación e Información Agrícola (IICA/CIDIA) en Costa Rica y en el Commonwealth Agricultural Bureaux International (CABI) de Gran Bretaña. Fue impulsor y colaborador en Argentina del Sistema de Información para las Ciencias Agrícolas (AGRINTER) y del Sistema Mundial de Información para las Ciencias Agrícolas y la Tecnología (AGRIS/FAO). Desde la Biblioteca de la EEA Anguil cooperó con el Sistema de Información y Documentación Agrícola de América Latina y el Caribe (SIDALC).
Fue becado por la IAALD/USAIN para participar de la XIth IAALD Congress on the Globalization of Information: Agriculture at the Crossroads, Lexington, Kentucky, Estados Unidos en mayo de 2015, donde presentó un póster titulado: INTA-Argentina: an overview of the National Institute for Agricultural Technology, donde incluyó una breve descripción del INTA, la Estación Experimental Agropecuaria Anguil y el Sistema de Información y Documentación de INTA (SIDINTA).
También fue presidente de la Asociación de Bibliotecarios y Documentalistas de La Pampa (ABYDELP), secretario de la Biblioteca Popular “Manuel Pose Rodríguez” de Anguil y fue instructor en el I Curso de Capacitación Bibliotecaria y Documentación auspiciado por la Universidad Nacional de La Pampa (1975).
Fue socio honorario de la Asociación de Bibliotecarios Graduados de la República Argentina (ABGRA) y asistió a sus reuniones desde 1972. Integró además el Comité Organizador de las Jornadas para Bibliotecas Agrícolas de ABGRA junto a Irene Herl y Graciela Ayos de la Secretaría de Agricultura, Ganadería y Pesca
Realizó visitas de estudio y documentación a bibliotecas de Uruguay, Chile, Brasil, Costa Rica, México, Inglaterra y Estados Unidos. Durante su vida profesional tuvo un gran compromiso con el desarrollo de las bibliotecas y los bibliotecarios, la cooperación interbibliotecaria y la necesidad del acceso a la información para los usuarios en general y de las zonas rurales en particular.

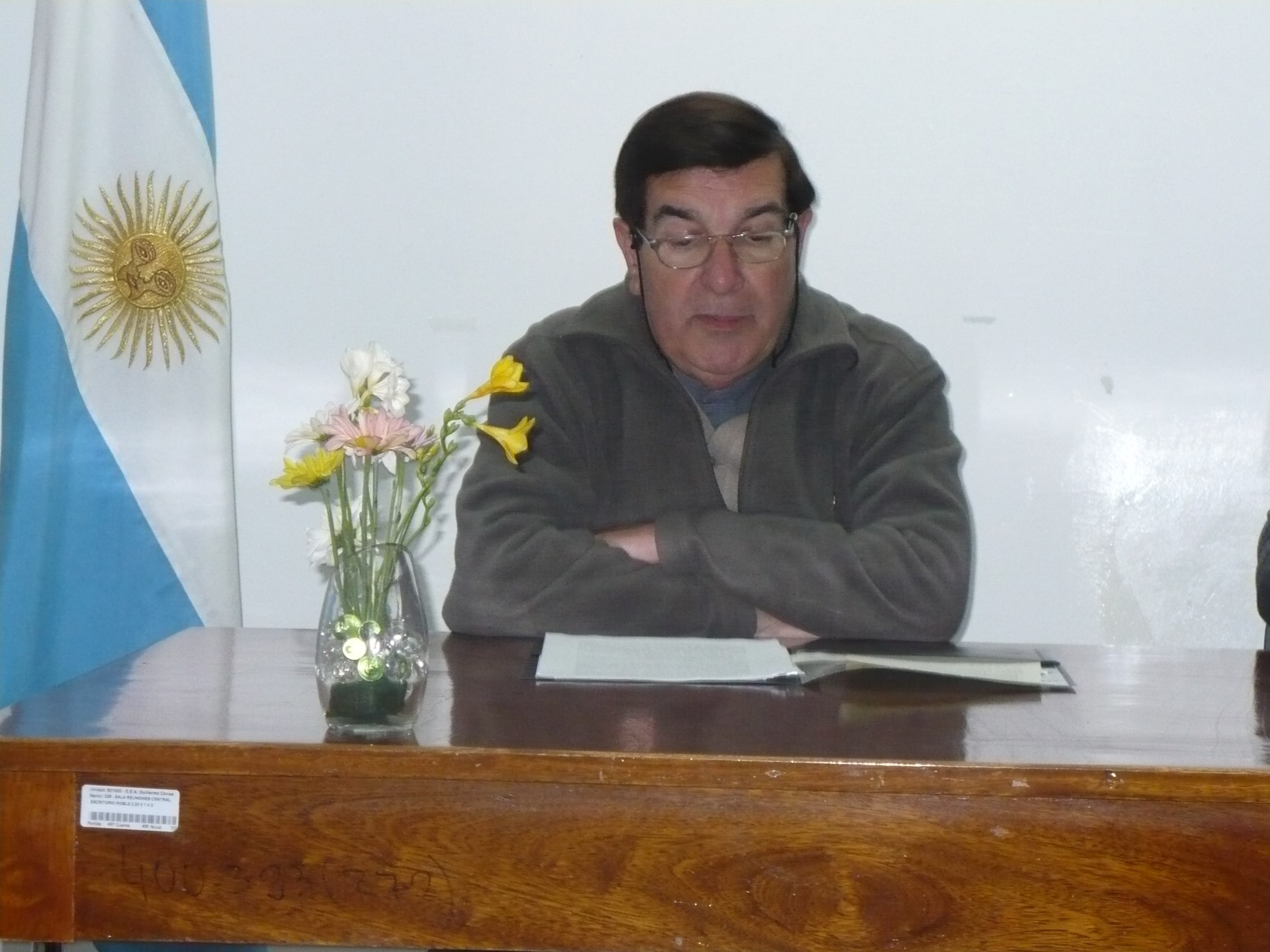
Discurso inaugural de Osvaldo Tuya en la 8ª Reunión Nacional de Bibliotecarios del INTA (RENABIIN) llevada a cabo por la Biblioteca de la EEA Anguil, INTA

Al respecto decía en la inauguración de la Reunión de Bibliotecarios INTA en Anguil: 

La responsabilidad de bibliotecas de este tipo es recoger los conocimientos, ideas y perspectivas (tanto locales como internacionales), organizarlos y distribuirlos entre aquellos que no posean los recursos informativos o educativos necesarios para poder realizar sus tareas con éxito. El énfasis en lo local debe ser profundo, tanto a la hora de recuperar información y experiencia como a la hora de difundirlas. La distribución de los recursos documentales gestionados por la biblioteca debe convertirse en la principal meta del servicio, adecuando las actividades a la realidad cultural, étnica, social y económica de los destinatarios. En un planeta en donde el conocimiento estratégico (aquel que es vital para el bienestar de una sociedad) se ha convertido en un bien de consumo preciado y manejado por comerciantes, gracias al paradigma dominante de la sociedad de la información, el saber agropecuario se ha visto atrapado bajo claves y contraseñas, vendidos al mejor postor encapsulado en CDs y bases de datos. Su circulación a través de las Redes de Redes suma que un alto porcentaje de la población mundial en general (y latinoamericana en particular), no tiene acceso ni a los recursos, ni a las tecnologías, ni a los conocimientos básicos necesarios para el manejo de los medios digitales, se comprenderá que existe una enorme brecha (etiquetada como “brecha digital”) que separa, una vez mas a los ricos de los pobres, llamándolos ahora “informados” y “desinformados”." 

## Publicaciones
La producción de Tuya es extensa. Abarca más de cincuenta trabajos sobre bibliotecología agropecuaria y bibliografías de cultivos. Sobre bibliotecología publicó estudios sobre sistemas de información, organización de la Biblioteca de la EEA Anguil, índices de autores, etc.. Realizó un gran aporte realizando bibliografías sobre diferentes cultivos –algunas de ellas en coautoría con Guillermo Covas, afamado ingeniero agrónomo que da nombre a la EEA donde se desempeñó Osvaldo Tuya–.

### Publicaciones sobre bibliotecología
1. Tuya,Osvaldo H. (1994). Panorama internacional, nacional y especialmente regional, de la documentación e información en ciencias agropecuarias. Trabajo presentado en la “Primera Jornada de Bibliotecas Agrícolas”. 28º Reunión Nacional de Bibliotecarios “ABGRA: 40 años de actividad profesional”, en el mes de abril de 1994. Revista Referencias de ABGRA 1(2).
2. ----------------. (1988). Sistemas de información para la ciencia agropecuaria. En: Fundamentos de comunicación científica y redacción técnica: una recopilación/ comp. por Calos Molestina . San José, Costa Rica: IICA, 1988. 268 p. (Colección Libros y Materiales Educativos / IICA; no. 88). ISBN 929039456.
3. ----------------. (1988). La bibliografía agropecuaria argentina: aportes del INTA. Trabajo presentado en las Jornadas Nacionales de Bibliografía (3: 1987, Mar del Plata). Quarterly Bulletin of IAALD 33(2):53-59.
4. ----------------. (1972). Acceso de la juventud a la literatura agropecuaria en La Pampa. Trabajo presentado en las Jornadas de Literatura Infanto-Juvenil (4: 1972, Buenos Aires) organizadas por el Instituto SUMMA, Anguil, INTA 6p.
5. ----------------. (1973). Bibliotecas agropecuarias de divulgación. IDIA (303):55-56.
6. ----------------. (1973). Organización bibliotecaria en la Estación Experimental Regional Agropecuaria Anguil del INTA. Boletín de la Unesco para las Bibliotecas 27(4):261.
7. ----------------, Ayos, Lucía R. de. (1976). Sistema nacional de información en ciencias agropecuarias. Extensión Rural (Buenos aires, AR) 1(10):2.
8. ----------------. (1977). Sistema de información en ciencias agropecuarias: Argentina. Boletín de la Unesco para las Bibliotecas 31(2):111.
9. ----------------. (1978). Fuentes de acceso a la literatura agropecuaria. INTA (Anguil). Publicación Miscelánea (3).
10. ----------------. (1981). Algunas publicaciones bibliográficas que facilitan el acceso a la literatura agropecuaria. Revista Agropecuaria (Buenos Aires, AR) (45/45):53-54.
11. ----------------. (1978). La Biblioteca y las publicaciones de la Estación Experimental Regional Agropecuaria Anguil. Informativo de Tecnología Agropecuaria para la Región Semiárida pampeana (74):7-8. Comp.
12. ----------------. (1981). Informativo de Tecnología Agropecuaria para la Región Semiárida pampeana (61-76): Índice de autores y materias. Anguil, INTA (Serie Bibliografías no. 4) 16p. Comp.
13. ----------------. (1981) Acceso a la información agrícola en la República Argentina. Revista Agropecuaria (Buenos Aires, AR) (41/42):116.
14. ----------------. (1980) El acceso a la información agrícola: el caso del CAB de Gran Bretaña. IDIA (393-394):21-24.
15. ----------------. (1985) Sistemas de información para las ciencias agropecuarias. IDIA (437/440):31-35. También en: DIALOGO XVI: Fundamentos de comunicación científica y redacción técnica. Montevideo, Uruguay, IICA/BID/PROCISUR. p.169-177.
16. ----------------. (1985). Pautas para citar bibliografía en trabajos científicos y técnicos. Anguil, INTA. 8p.
17. ----------------. (1987). Algunos problemas que limitan el desarrollo de los servicios bibliotecarios y de información del INTA; puntos expuestos en la Reunión de Bibliotecario del INTA (1987, Manfredi, Córdoba) 1p. (inédito).
18. ----------------. (1987). Los usuarios de la información en bibliotecas agrícolas regionales. Trabajo presentado a la Reunión Nacional de Bibliotecarios (23:1987, Paraná, Entre Ríos, AR). Anguil. s.p.
19. ----------------. (1985). Contribución de la Estación Agropecuaria Anguil del INTA a la bibliografía agropecuaria argentina. 1954-1985.
20. ----------------. (1990). Como ordenar la biblioteca. Horizonte agropecuario (4):7.
21. ----------------. (1991). Bibliotecología, documentación e información agrícola, principales contribuciones argentinas. Boletín técnico AIBDA (20).
22. ----------------. (1974). Organización del servicio de referencia en la biblioteca de la EERA Anguil del INTA. Seminario de aprobación del Curso Interamericano en Bibliotecas y Documentación Agrícola (17: 1974, Turrialba, CR) Turrialba, CR, IICA, Centro Interamericano de Documentación e Información Agrícola. s.p.
23. ----------------. (1987). Importancia de las bibliotecas y centros de documentación agropecuarios. Revista Gaceta Agronómica (Buenos Aires, AR), 7(37):228-231.
24. ----------------. (1988) Acceso automatizado a la información agropecuaria. Información de Tecnología Agropecuaria para la Región Semiárida Pampeana (88):1-2.
25. ----------------. Quiroga, A, Epuñan, F. (Eds). (2010). Gestión del agua en producciones agrícolas y ganaderas de secano. Principales contribuciones de la EEA Anguil. INTA, 66pp. (Boletín de Divulgación Técnica / Instituto Nacional de Tecnología Agropecuaria. Estación Experimental Agropecuaria Anguil no.98. ISSN 0325-2167).